# 觀音閣 (雅安)

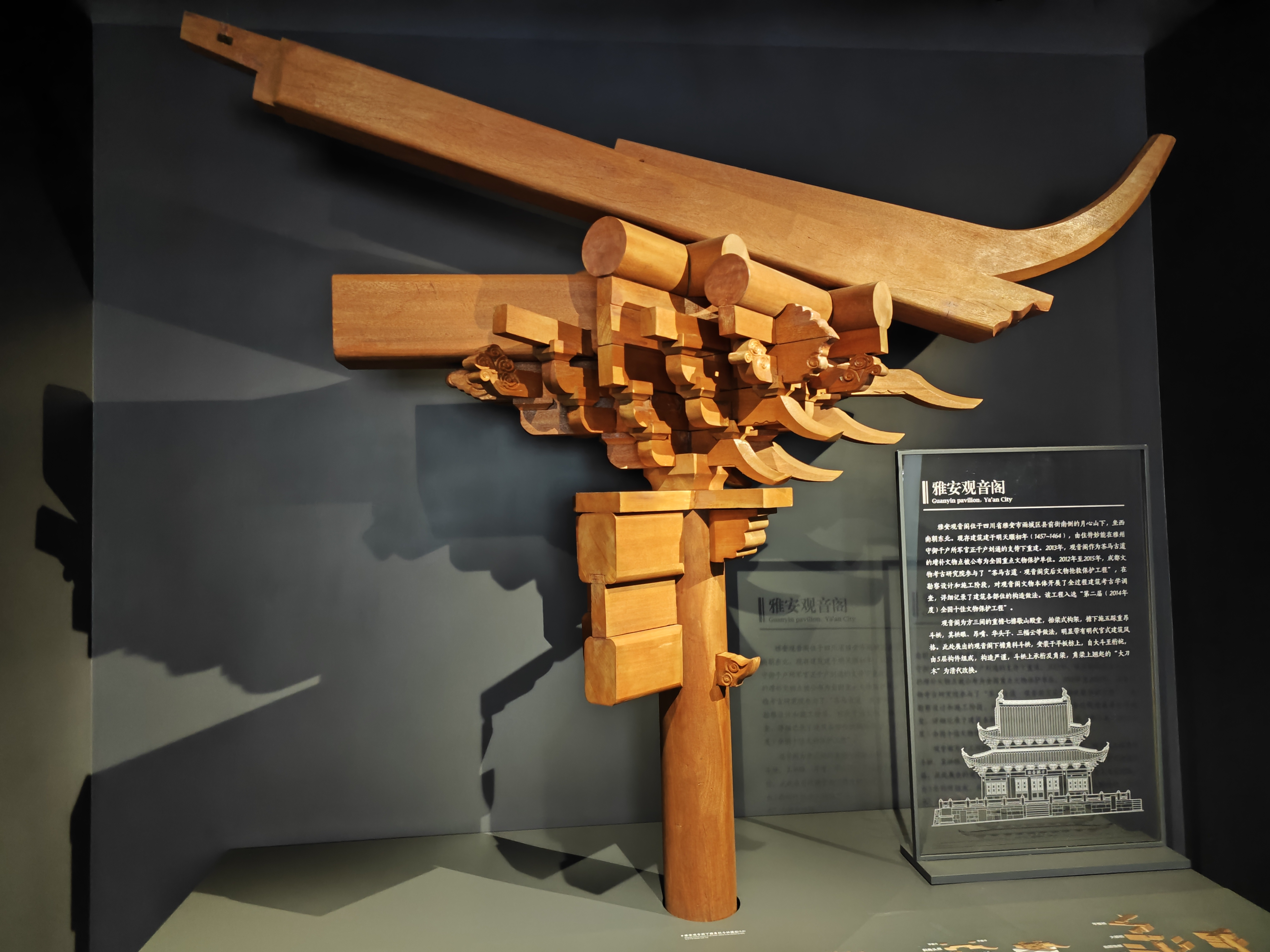
雅安观音阁下檐角科斗栱模型（1：2）

觀音閣位於四川省雅安市雨城區县前街106号。现存建筑建于明天顺初年。

## 保护
2002年加固维修。在2013年芦山地震中受损，2014年3月至2015年1月进行抢救保护。
1954年列為西康省文物保護單位；2007年6月1日公佈為四川省第七批文物保護單位；2013年3月5日公布为第七批全国重点文物保护单位（茶马古道子项）。